# Awit z Bragi
Awit z Bragi – kapłan z Bragi. Od ok. 410 r. przebywał w Jerozolimie. Brał udział w toczących się wówczas dysputach na temat pelagianizmu. Przyczynił się do szerzenia kultu świętego Szczepana, tłumacząc z greki na łacinę tekst opowiadający o odkryciu jego relikwii (co miało miejsce nieopodal Jerozolimy, w 415 r.) i wysyłając go wraz z relikwiami świętego, za pośrednictwem Pawła Orozjusza, na zachód Europy.